# Снігур (рід)
Снігу́р (Pyrrhula) — рід птахів родини в'юркових ряду горобцеподібних. Аналіз мітохондріальної ДНК цитохрому b показав, що найближчим родичем снігурів є смеречник (Pinicola enucleator). Еволюція снігурів розпочалася після дивергенції спільного предка для снігурів і смеречника в Середньому Міоцені (близько 10 млн років тому). Адаптивна радіація снігурів розпочалася з Гімалаїв.

## Види
До складу роду включають 8 сучасних видів та 1 вимерлий:
- Снігур пакистанський (Pyrrhula aurantiaca)
- Снігур сіроголовий (Pyrrhula erythaca)
- Снігур тайванський (Pyrrhula owstoni)
- Снігур гімалайський (Pyrrhula erythrocephala)
- Снігур білощокий (Pyrrhula leucogenis)
- Снігур азорський (Pyrrhula murina)
- Снігур бурий (Pyrrhula nipalensis)
- Снігур звичайний (Pyrrhula pyrrhula)
- † Pyrrhula crassa

## Етимологія
Назву роду латиною надано через яскраве забарвлення цих птахів — Pyrrhula у перекладі з латинської мови — «вогняний».
Назву роду Pyrrhula було введено французьким зоологом Жаком Бріссоном у 1760 році. Вона походить він біноміальної назви снігура Loxia pyrrhula, яку було запропоновано Карлом Ліннеєм у 1758 році.

## Опис
Снігурі мають блискучо-чорні крила і хвіст та біле надхвістя. Ноги тілесно-коричневі. Дзьоб короткий та масивний, добре пристосований до живлення бруньками, чорного кольору (крім P. nipalensis, у якого він зеленувато-сірий). Самці відрізняються від самок помаранчевим або червоним кольором грудей. Деякі види мають чорну шапочку.

## Розповсюдження
Представники роду поширені в Палеарктиці. Шість видів зустрічаються в Азії, серед яких два — тільки в Гімалаях та один вид, P. pyrrhula, зустрічається також в Європі. P. murina належить до видів на межі зникнення (залишилось близько 120 пар), зустрічається на острові Сан-Мігел в Азорському архіпелазі.

## Галерея

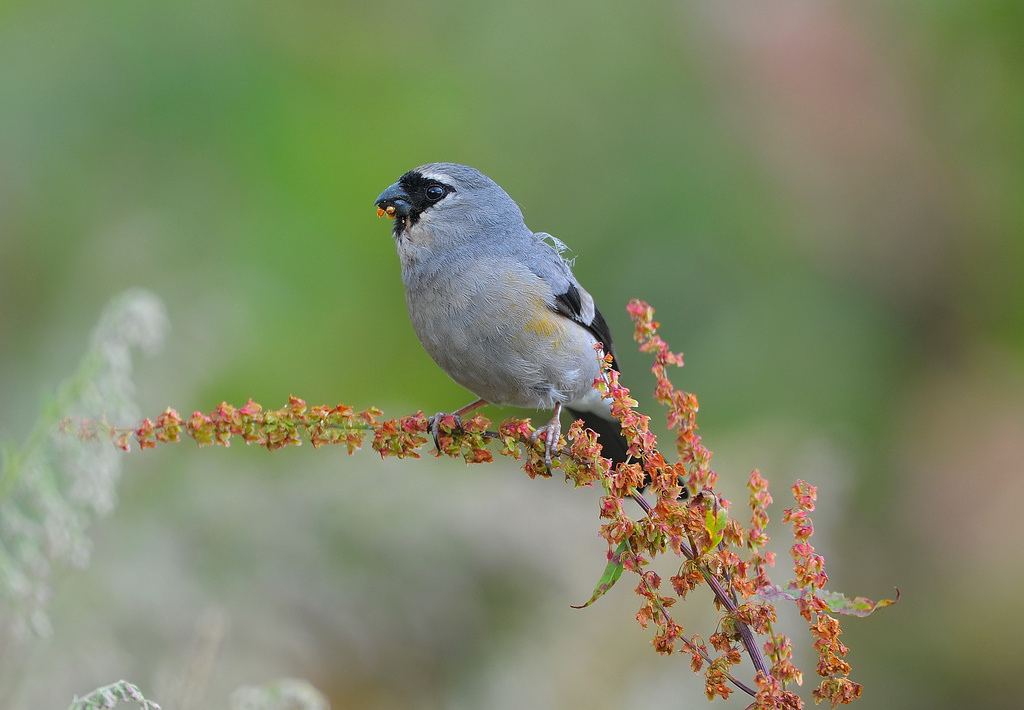
P. erythaca
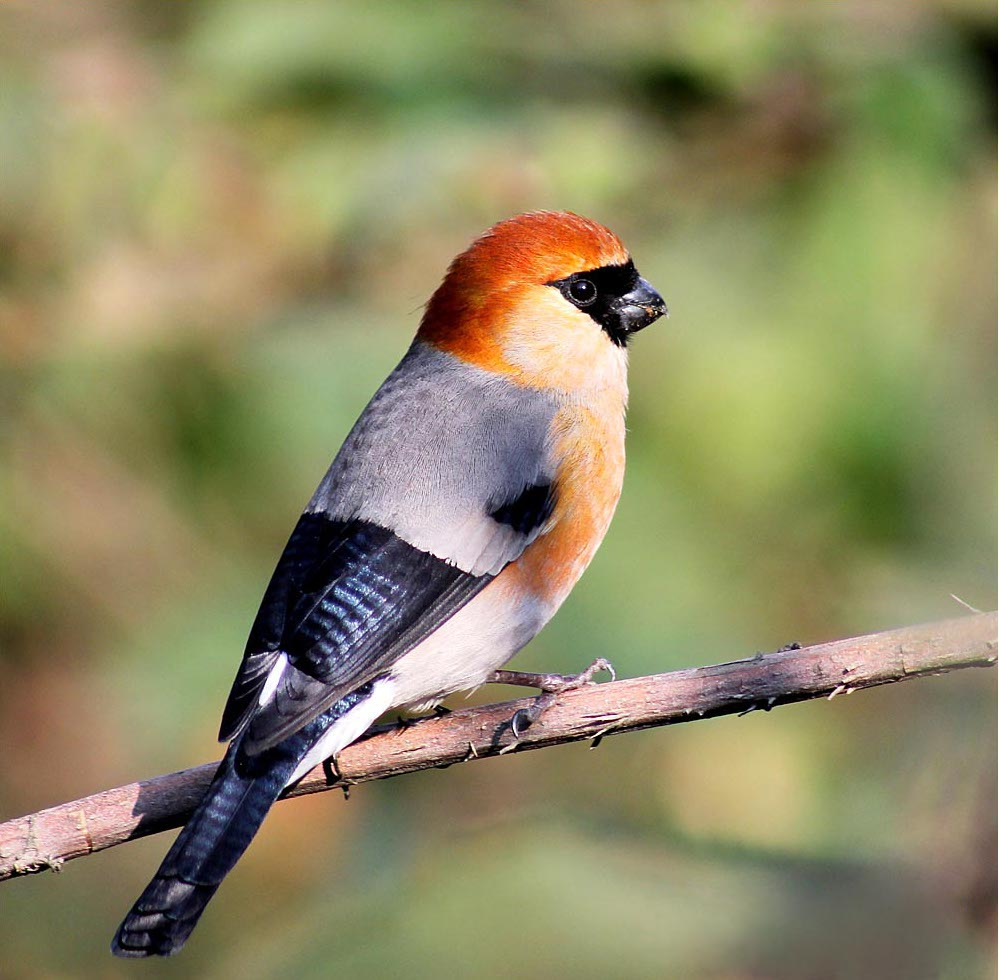
P. erythrocephala
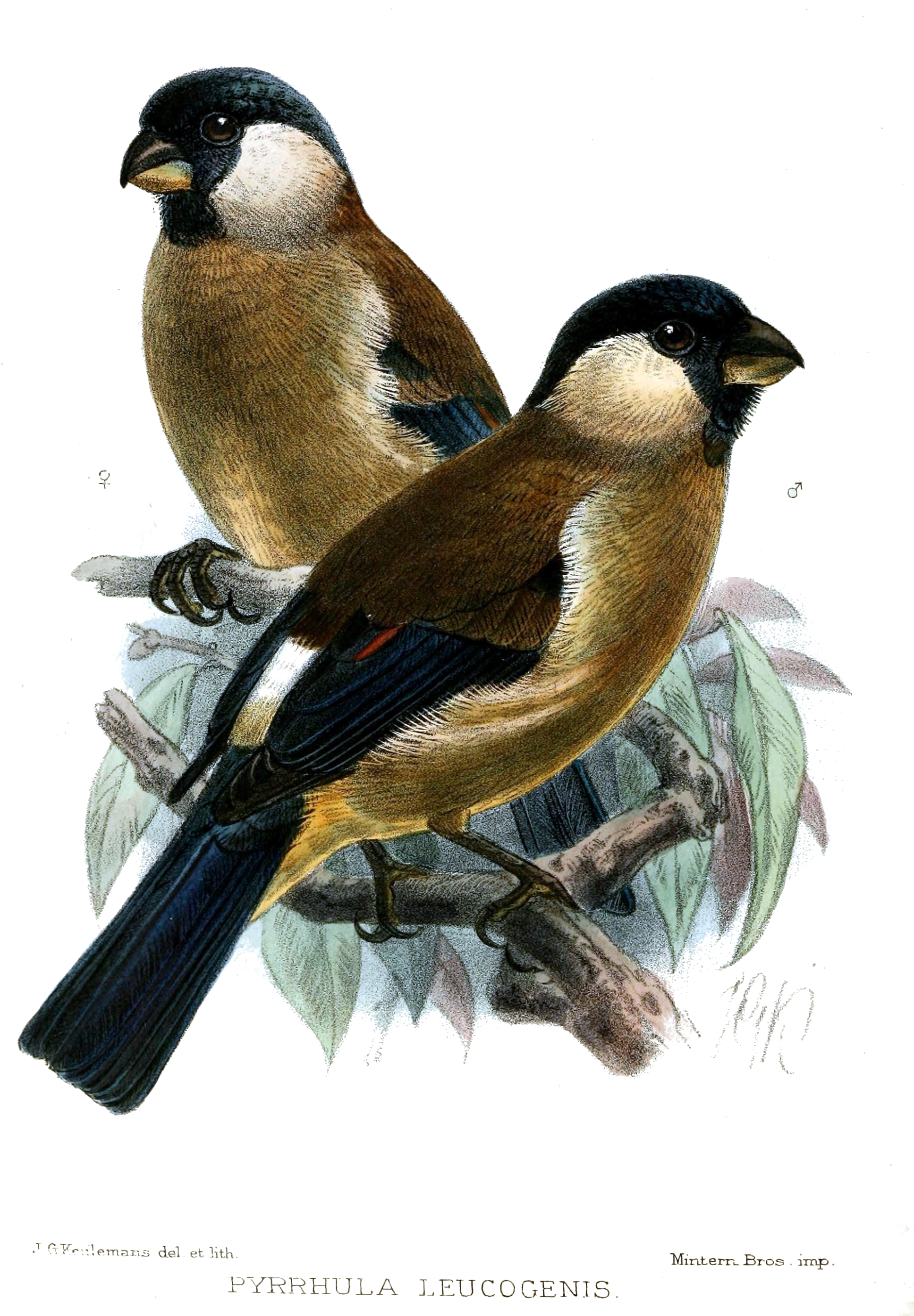
P. leucogenis
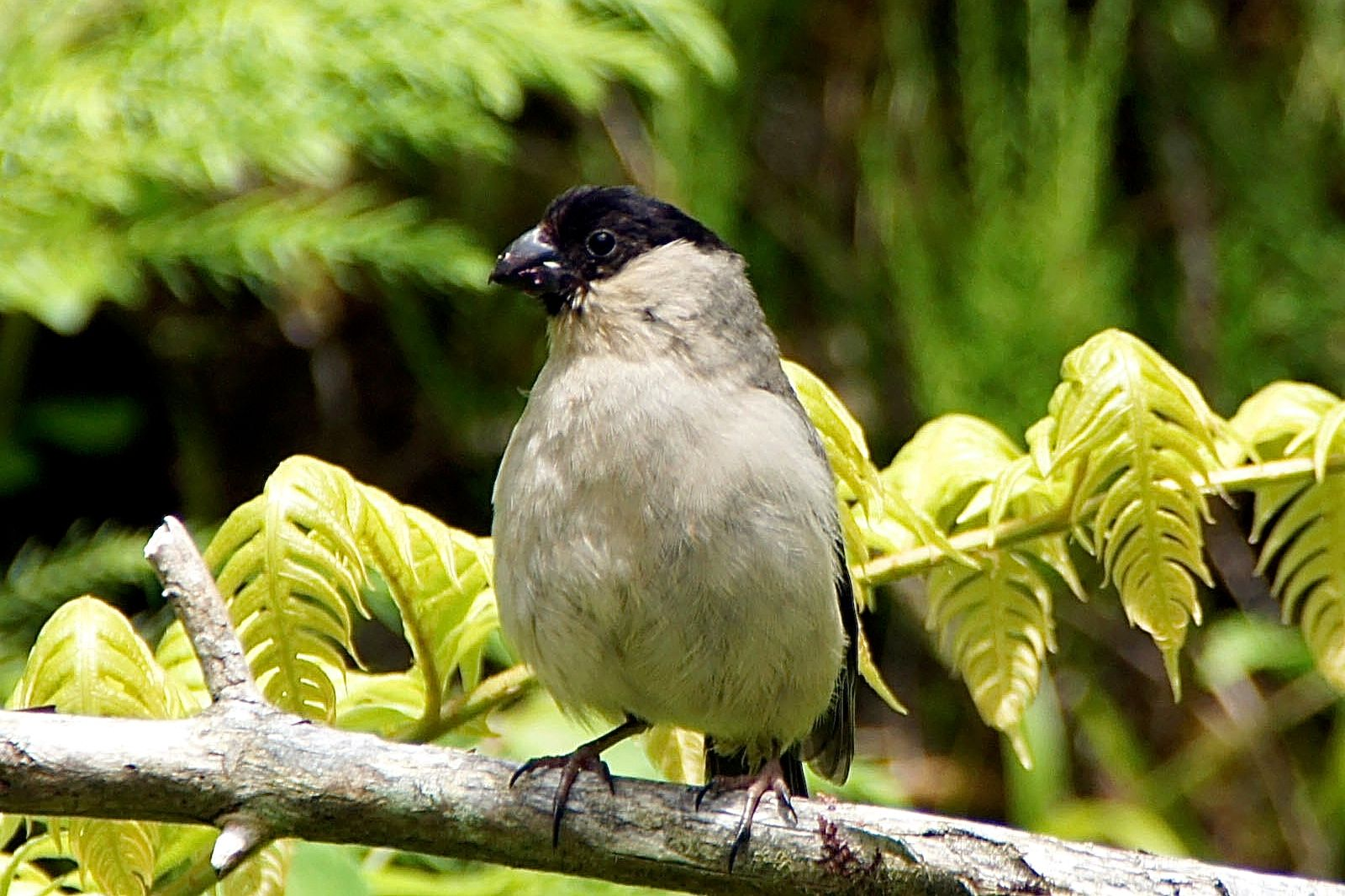
P. murina
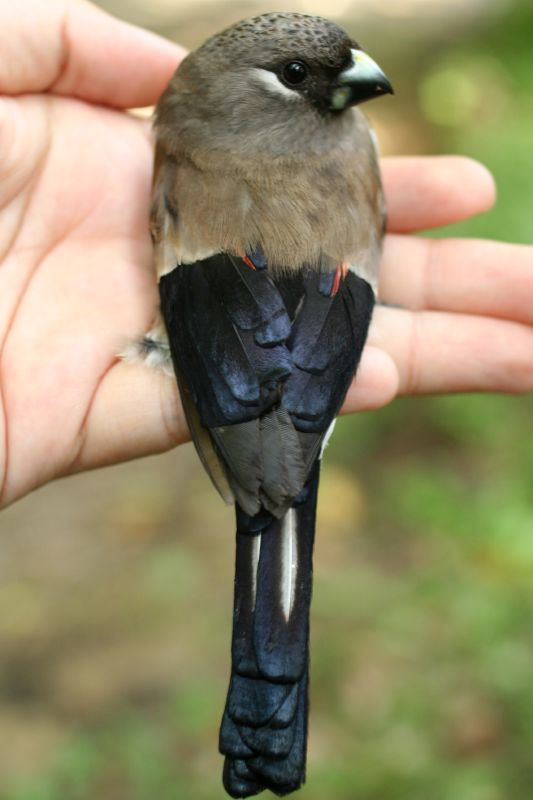
P. nipalensis
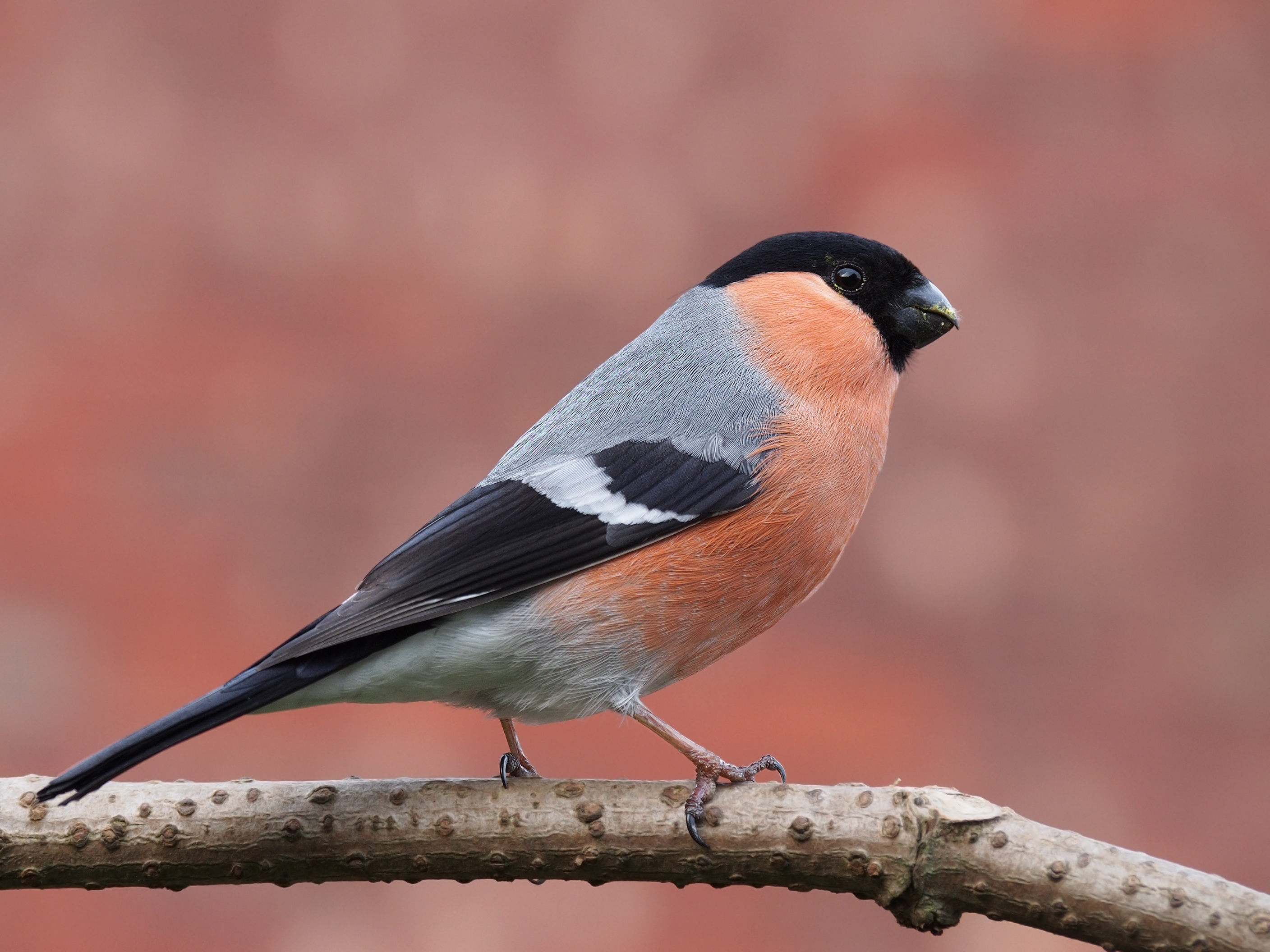
P. pyrrhula